# キニーネ
キニーネ（蘭: kinine）またはキニン（英: quinine、クイニン）は、キナの樹皮に含まれる分子式C20H24N2O2のアルカロイドである。
IUPAC名は(6-Methoxyquinolin-4-yl)[(2S,4S,5R)-5-vinyl-1-aza-bicyclo[2.2.2]oct-2-yl]-(R)-methanol。1820年にキナの樹皮から単離、命名され、1908年に平面構造が決定し、1944年に絶対立体配置も決定された。また1944年にロバート・バーンズ・ウッドワードらが全合成を達成した。ただしウッドワードらの全合成の成否については後述の通り議論がある。
マラリア原虫に特異的に毒性を示すマラリアの特効薬である。キューガーデンが移植を手がけて以来、帝国主義時代から第二次世界大戦を経てベトナム戦争まで、ずっとかけがえのない薬だった。米国は野戦病院等でキニーネを使い、1962-1964年頃に手持ちが底をついた。急に大量発注され、そこへ国際カルテルが便乗し、キニーネは暴騰した。参加企業は欧州諸共同体のキニーネ/キニジンメーカーを網羅していた。
その後、キニーネの構造を元にクロロキンやメフロキンなどの人工的な抗マラリア薬が開発され、ある程度の副作用のあるキニーネは代替されてあまり用いられなくなっていった。
しかし、東南アジアおよび南アジア、アフリカ、南アメリカ中北部といった赤道直下の地域において熱帯熱マラリアにクロロキンやメフロキンに対して耐性を持つものが多くみられるようになったため、現在ではその治療に利用される。
また強い苦味を持つ物質として知られている。

## 発見
キナ属の植物は南米のアンデス山脈に自生する植物であり、原住民のインディオはキナの樹皮を解熱剤として用いていた。マラリアはアメリカ大陸にはもともと存在しなかったが、後にヨーロッパ人の渡来とともに拡散したと推定されている。その後偶然にキナ皮にマラリアを治療する効果が発見され、1640年頃にヨーロッパに医薬品として輸入されるようになったと思われる。この点に関しては、1640年にペルー副王だったチンチョン伯爵ルイス・ゼロニモ・メンドーサの妻がキナ皮を熱病の治療に使ったことを切っ掛けとしてイエズス会を通じてキナ皮がヨーロッパにもたらされマラリアに対するキニーネ療法が始まったという説が、明治35年頃の日本では信じられていた。
このキナ皮から活性成分を単離しようとする試みは18世紀中ごろから行われた。キナ皮の需要の増加につれて品質の悪いものや偽物が出回るようになったため、品質評価のために活性成分を定量分析する方法が必要になったのである。
1790年にはフランスのアントワーヌ・フールクロア（Antoine François Fourcroy）がキナ皮をアルコールや酸、アルカリなどで抽出する試みを行っている。このとき彼はキナ皮を抽出した水相がアルカリ性になることに気が付いていた。しかし、それ以上の研究を行わなかった。1811年にポルトガルの軍医ベルナルディーノ・アントニオ・ゴメスはキナ皮をエタノールで抽出し、そこに水と少量の水酸化カリウムを添加すると微量の結晶が生じることに気がつき、これにシンコニンと命名した。
1817年にドイツでモルヒネが単離された。このとき用いられた方法は酸によってモルヒネの塩を作り、それを単離するというものであった。この方法に興味を持ったジョセフ・ルイ・ゲイ＝リュサックは同僚のピエール＝ジャン・ロビケにこの方法を紹介した。ロビケの元で働いていたピエール・ジョセフ・ペルティエとジョセフ・ベイネミ・カヴァントゥはこの方法を用いて多くのアルカロイドを単離した。1820年に彼らはゴメスが単離した結晶が単一物質ではなく、2つの物質、キニーネとシンコニンからなることを発見し、これらの分離に成功した。この2つの物質のうち、キニーネのみが抗マラリア活性を持つことが分かった。なお、彼らの単離したキニーネはロンドンのサイエンス・ミュージアムに展示されている。

## 構造決定
キニーネの正しい分子式は1854年にアドルフ・ストレッカーによって提出された。これを出発点としてキニーネの構造決定がスタートした。キニーネの構造決定は主に分解反応の生成物を同定し、それらを組み合わせることで行われた。
まずはストレッカーが分子式の提案とともに2つの窒素が三級窒素であることを示した。臭素が付加することや酸化分解によってギ酸が放出されることからビニル基が存在することは1870年代のうちに確定された。キニーネの部分構造にキノリンが存在することは1880年代にズデンコ・ハンス・スクラウプが確認している。スクラウプはキニーネの硝酸またはクロム酸による分解でキニン酸(6-methoxyquinoline-4-carboxylic acid)を、融解水酸化カリウムによる分解で6-メトキシキノリンを得ている。またヴィルヘルム・ケーニヒスらによって同時期に1つのヒドロキシ基が存在することも確認された。一方、ケーニヒスは1894年にキニーネの酸処理によって新しい分解物(3-vinylpiperidin-4-yl)acetic acidを得てメロキネンという名前を付けた。
その後、1900年までにキニーネがキヌクリジン骨格を持つことが明らかになった。1907年にはパウル・ラーベがキニーネのアルコール部がケトンに酸化されキニノンを生じることから、ヒドロキシ基が二級であることを確認した。以上の知見を総合して1908年にラーベは正しい平面構造式を提案した。
続いて4つの不斉中心の立体化学の決定が行われた。キニーネとその異性体であるキニジンからは同じメロキネンが得られること、酸化でキニノンとキニジノンという別のケトンを与えることから、正しい平面構造式が提案された時点でこれらが8位（キヌクリジン環の2位）の立体配置の異なるジアステレオマーであることは判明していた。1922年にアルコールとビニル基の間で付加反応を行なわせると、キニジンでは環化が起こるのに対し、キニーネでは起こらないことが判明した。このことからキニーネは8位がexoで、3位のビニル基は8位の置換基と同じ側にあることが判明した。
9位（ヒドロキシ基のある炭素）については1932年にエフェドリンの立体配置と塩基性の強さの相関との比較から8位との関係がエリトロ配置であると決定された。1944年にウラジミール・プレローグはシンコニンの還元体であるジヒドロシンコニンをメロキネンの誘導体である2-(3-ethyl-4-piperidin-4-yl)ethanolへと誘導し、さらに立体配置を保ったまま1,2-ジエチルシクロヘキサンと3-エチル-4-メチルヘキサンへと誘導した。これらの生成物の立体配置を決定し、その結果からメロキネンの3位（ビニル基の付いた炭素）は(R)-配置、4位（キヌクリジンの4位の炭素）は(S)-配置を持つことを決定し、キニーネの絶対立体配置を確定させた。

## 合成

### 全合成研究の歴史
キニーネの合成をはじめて試みたのは、ウィリアム・ヘンリー・パーキンで1856年のことである。彼はキニーネの分子式から、N-アリルトルイジン(C10H13N)を酸化すればキニーネが得られるのではないかと考えた。当時はまだ化学構造の概念は未熟であったので、このような考え方が成り立ったのである。パーキンはキニーネを合成することはできなかったが、研究途中で最初の合成染料モーブを発見した。
1860年代に化学構造論が興ると天然物合成には構造決定が必須ということが判明する。構造決定のためになされた研究で発見されたキニーネの分子断片であるキニン酸やメロキネン、また1853年にルイ・パスツールによってキニーネの酸による分解で得られたキノトキシンなどはキニーネの合成原料や合成中間体として重要であった。
1908年にパウル・ラーベはキニノンの脱メトシキ体であるシンコニジノンをアルミニウムで還元してシンコニンを得、さらに1911年にはキノトキシンの脱メトシキ体であるシンコトキシンを次亜臭素酸ナトリウム、続いてナトリウムエトキシドで処理することでシンコニジノンを得た。1918年にはラーベとカール・キンドラーはこの手法をキノトキシンに適用してキニーネを得ることができたと主張した。しかしこの論文ではキニノンの還元についての実験操作の詳細が書かれず、また後から補完もなされなかったことが後に問題を引き起こすことになる。さらに1931年にはラーベらはジヒドロキニーネの全合成に成功した。彼らはp-アニシジンからキニン酸エチルを、3-エチル-4-メチルピリジンからN-ベンゾイルホモシンコロイポンエチル(ethyl N-benzoyl-3-(3-ethylpiperidin-4-yl)propanoate)を構築した。クライゼン縮合でこれらを結合させた後、塩酸で脱炭酸と脱保護を行ってジヒドロキノトキシンに誘導し、さらに上で述べた次亜臭素酸ナトリウムと、接触還元を用いてジヒドロキニーネへと誘導している。なお、この方法では8位と9位の立体化学についてはコントロールできず、生成物は4種類のジアステレオマーの混合物となる。
1943年にはウラジミール・プレローグらがシンコトキシンを分解してホモメロキネン3-(3-vinylpiperidin-4-yl)propanoic acidを得た。彼らはこれをラーベのジヒドロキニーネの全合成と同じ方法でキノトキシンへと誘導できることを確認した。キノトキシンは1918年のラーベの報告によればキニーネに誘導できるから、ホモメロキニンの合成法が確立できればキニーネの合成法が確立することになる。
1944年にロバート・バーンズ・ウッドワードとウィリアム・デーリングは3-ヒドロキシベンズアルデヒドからホモメロキネンを合成する方法を報告した。さらにウッドワードらはこれをN-ベンゾイルキノトキシンまで誘導した。これをもってキニーネの全合成が完成したとされる。当時は第二次世界大戦中であり熱帯地域での戦闘でマラリアに感染する兵士が続出しキニーネの需要が高まっていたこと、キナの主産地であったインドネシアを日本におさえられていたことから、実際には工業的にはとても利用できない成果であったにも関わらず、ニューヨーク・タイムズなどの一般の新聞紙や雑誌でも大きく報じられた。

### ウッドワード以降の全合成例
二例目の全合成は、キニーネの工業的な生産を目指したエフ・ホフマン・ラ・ロシュ社のミラン・ウスココヴィッチらによって達成された。彼らは6-メトキシレピジン（6-メトキシ-4-メチルキノリン）とN-ベンゾイルメロキネンをLDAで縮合させ、DIBALで脱保護とケトンの還元を行った。さらにヒドロキシ基をアセチル化して、三フッ化ホウ素を作用させてキヌクリジン環を構築し、デスオキシキニーネとした。最後にこれをDMSO中で酸素酸化することでキニーネを合成している。この方法では酸素酸化が立体選択的に起こるため9位の立体化学はコントロール可能であるが、8位については混合物となる。この時点ではメロキネンの全合成が確立していなかったが、これが1971年に彼らにより行われ全合成が達成された。
8位と9位両方の立体化学を制御した全合成は2001年にギルバート・ストークによって初めて達成された。ストークは学生時代からキニーネの全合成に興味を持っており、1944年にウッドワードに宛てた合成の詳細を問い合わせる手紙が残っている。ストークは(S)-3-ビニルブチロラクトンを原料にキヌクリジン部分の元になる保護されたヒドロキシ基、アミノ基の前駆体となるアジド基を持つ鎖状アルデヒドを合成した。続いて6-メトキシレピジンをアルデヒドに付加させ、生成したアルコールをケトンへと酸化した。アジド基を還元するとケトンとの間でイミンの形成が起こり、これを水素化ホウ素ナトリウムで還元するとピペリジン環となる。8位の立体化学はこの還元の段階で決定され、キニーネと同じ立体配置の化合物だけが得られる。その後、保護されたヒドロキシ基をメタンスルホン酸エステルへと誘導して、環化させキヌクリジン環を構築してデスオキシキニーネへと誘導した。デスオキシキニーネからキニーネの合成はウスココヴィッチと同じ方法を用いており、9位についてもキニーネと同じ立体配置の化合物だけが得られる。

### ウッドワードの全合成の成否
ギルバート・ストークは2001年の全合成を報告する論文で、パウル・ラーベの報告の不備について指摘した。すなわち、ラーベの論文ではキノトキシンからキニーネの合成について他人が追試できるだけの情報の記載がないこと、一方ウッドワードらの全合成論文では単にラーベの方法は確立されているという記載しかないことを指摘した。これを受けてラーベの報告の妥当性について調査が行われた。
ウスココヴィッチらは調査に対して、キノトキシンをキニーネにアルミニウムで還元するラーベの実験の追試を行ったと述べている。そして、生成物にキニーネは含まれるものの合成に成功したといえるほどの収率ではなかったと述べている。ラーベの論文では、この還元反応の収率は12%と記載されている。またウィリアム・デーリングは、2005年に自分の実験ノートでラーベの実験の追試は行わなかったことを確認し、ウッドワードもプレローグもラーベの実験の信頼性に疑問は持っていなかったと述べた。ストークもラーベの実験の追試は行っていない。彼はラーベの論文では実験の詳細が不明であるので追試実験に必要なコストが大きすぎる、仮に追試に成功したとしてもそれはラーベの成果にしかならないし、失敗したとしたらラーベやキンドラーよりも腕が悪いということにしかならないので利益がないと述べている。
一方、ラーベは論文の中で得られたキニーネの融点や旋光度を報告しており、また1931年に同じ方法論に基づいたジヒドロキニーネの全合成を報告している。ラーベの報告は実験の詳細がなくとも信頼できるものと考えても特に無理はない。
ウッドワードの全合成の成否はラーベの合成報告が信用できるかどうかという点にかかっていた。これはそれぞれの化学者の判断基準によって意見が分かれるところである。
仮にラーベの合成を認めないとすれば、ホモメロキネンを利用する全合成はウスココヴィッチの1973年のキノトキシンからキニーネを合成した報告まで成立しないことになり、最初のキニーネの全合成は1970年のウスココヴィッチのメロキネン全合成によって行われたことになる。なお、ウスココヴィッチは還元剤に水素化ジイソブチルアルミニウムを用いてキニノンからキニーネの合成に成功している。

#### ラーベの合成の追試
2007年、コロラド州立大学のロバート・ウィリアムズとAaron Smithは、これまで誰も手をつけなかったラーベの合成の追試を試みた。その際、ラーベが1939年に1918年の合成についてさらに詳細な論文を作成していたことが判明。ウィリアムズは、ウッドワードとデーリングが実験した1944年当時の状況を再現した中でラーベの追試を試み、その結果、キニーネの合成に成功。こうして、ラーベの合成及びウッドワードの全合成の正しさが証明された。

## 生合成
キニーネをはじめとするキナアルカロイドは生合成的にはインドールアルカロイドの一種であることが明らかとなっている。すなわちトリプトファンに由来するトリプタミンとイリドイドであるセコロガニンが縮合したストリクトシジンを中間体として生合成される。ストリクトシジンからの生合成の詳細は明らかになっていないが、ピペリジンの開裂、キヌクリジンの構成、インドールのピロール環の開裂、キノリンの構成と複雑な経路を経て生合成されると推定されている。

## 用途

### 抗マラリア薬
キニーネ自身の水溶性は低いため、塩酸キニーネや硫酸キニーネといった塩の形で投与される。
キニーネはマラリア原虫に特異的に毒性を示す。マラリア原虫は赤血球中でヘモグロビンを取り込み栄養源として利用している。しかしヘモグロビンの代謝の際に原虫にとって有毒なヘムが生成する。原虫はこのヘムをヘムポリメラーゼによって重合させて無毒化している。キニーネはこのヘムポリメラーゼを阻害することによって原虫に対して毒性を発揮するという説が有力である。
キニーネはほぼ唯一のマラリアの特効薬として第二次世界大戦頃までは極めて重要な位置づけにあった。ヨーロッパの各国は熱帯地方の植民地を経営する上でキニーネを必要とした。イギリスはインドとスリランカに、オランダはインドネシアにキナのプランテーションを作ることに成功し、これらがキニーネの重要な供給源となった。
日本（台湾などを含む）の場合、キニーネ製造量が国内需要を満たしたのは星製薬が量産化に成功した大正時代に入ってからのことである。大正末期には外国へ輸出するようになり、日本のキニーネ生産高は世界第2位となった。
米国ではキニーネの値段が1880年には1オンス4.5ドルであったのが、1913年には25セントと安くなった。そしてキニーネが一般庶民に急速に普及し、米国におけるマラリア減少の一因となった。もっとも、1912年～1915年の時点では南部諸州の平均マラリア罹患率はおよそ4％で、ミシシッピ・デルタには40.9％の原虫保有率を示す地域さえあった。
第二次世界大戦前後に、キニーネの構造を元にクロロキンやメフロキンなどのキノリン環を持つ抗マラリア薬が合成された。キニーネは胃腸障害や視神経障害、血液障害、腎障害、心毒性といった副作用が存在するため代替され、あまり用いられなくなった。しかし、熱帯熱マラリアにクロロキンやメフロキンに対して耐性を持つものが多くみられるようになったことから、ドキシサイクリンやクリンダマイシンとの併用で利用される場合がある。また、熱帯熱マラリアの重症例に対しては経口投与ではなく静脈注射で利用される。

### 苦味剤
強い苦味を持つ物質として知られている。キニーネの認知閾値は約5µmol/L程度と報告されている。味覚研究の分野では苦味標準物質として用いられている。
キナ抽出物が食品添加物として認可されている。
また、薬事法施行規則別表第三には指定されておらず、劇薬にはあたらない。
しばしば、劇薬に指定されているストリキニーネ (strychnine) と混同されることがあるが、本項で述べるキニーネ (quinine）とは別物である。

### 有機合成
有機化学分野では光学分割剤として用いられる。ラセミ体の酸をキニーネ塩にしてジアステレオマーとし、分離する方法で用いられる。
また誘導体は不斉触媒として用いられる。シャープレス不斉ジヒドロキシ化に用いられる配位子、ビス（ジヒドロキニニル）フタラジン ((DHQ)2PHAL) が代表的である。キニーネを四級塩化した有機分子触媒による不斉反応も知られている。